# Дворец эрцгерцога Людвига Виктора

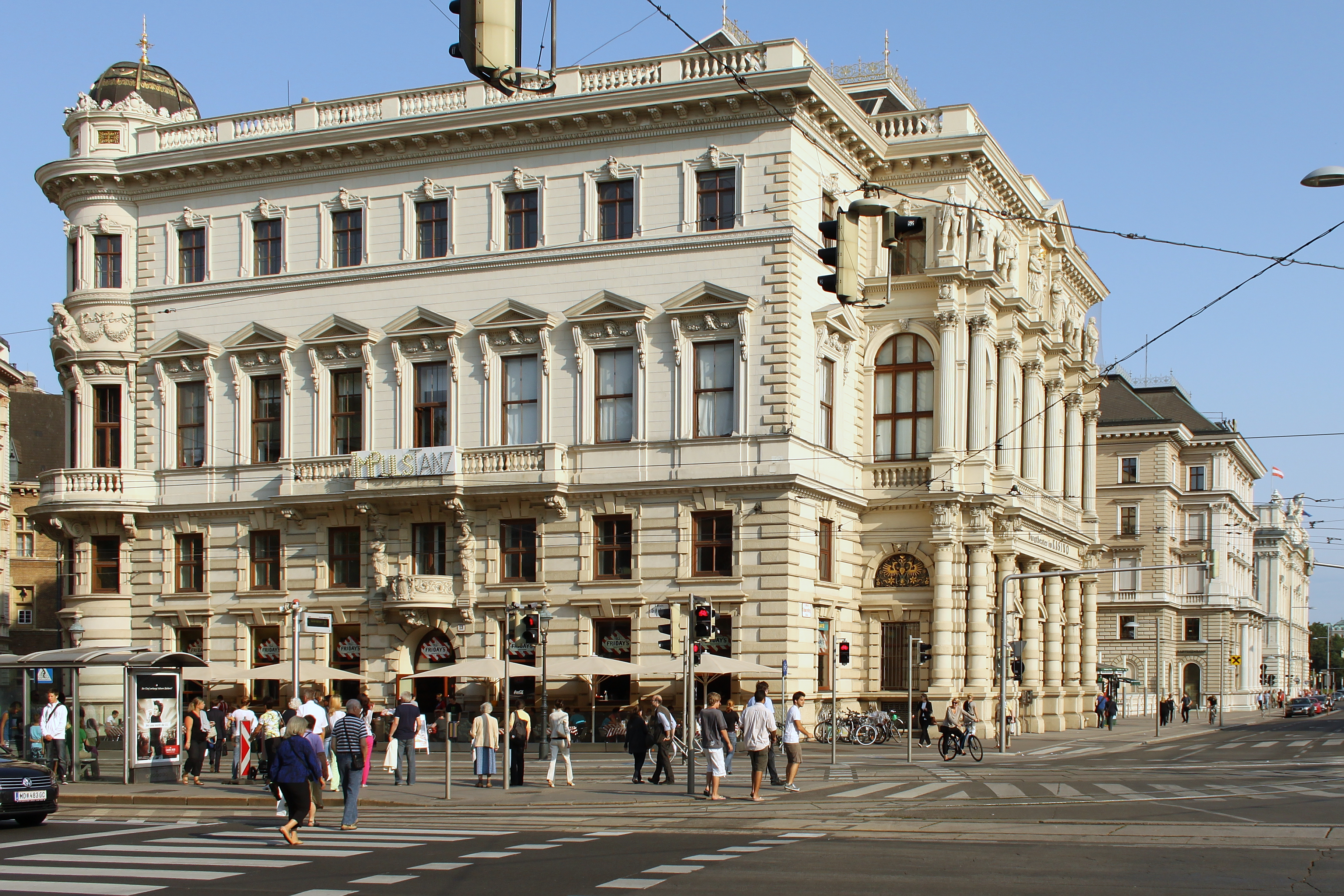
Фасад дворца со стороны Рингштрассе

Дворец эрцгерцога Людвига Виктора (нем. Palais Erzherzog Ludwig Viktor) — дворец в Вене на площади Шварценбергплац во Внутреннем Городе, входит в число так называемых дворцов на Рингштрассе. Построен в 1863—1866 годах архитектором Генрихом фон Ферстелем. Напротив дворца эрцгерцога на площади находится дворец-пандан Вертгейма, также построенный Ферстелем.
В 1861 году архитектор Генрих фон Ферстель получил заказ разбить на месте венского гласиса представительную площадь с памятником князю Шварценбергу. Первым зданием на этой площади стал дворец для младшего брата императора Франца Иосифа, эрцгерцога Австрийского Людвига Виктора. Самому эрцгерцогу Луци-Вуци, как его называли друзья, любителю весьма компрометирующих пирушек, в новом дворце не пожилось: за грязные скандалы его вскоре выдворили из Вены в зальцбургский дворец Клесхайм.
Здание построено по образцу итальянского Возрождения. Главный фасад дворца с массивным ризалитом и арочными окнами выходит на площадь Шварценбергплац. Верхний этаж дворца украшен 2,5-метровыми статуями графа Никласа Сальма, Эрнста Рюдигера фон Штаремберга, Эрнста Гидеона Лаудона, Йозефа Зонненфельса, Иоганна Бернхарда Фишера фон Эрлаха и принца Евгения Савойского работы Франца Мельницкого и Йозефа Гассера. Первый этаж дворца изначально предназначался под конюшни и каретник, второй этаж занимал парадный зал, а в мезонине размещались покои эрцгерцога.
После капитального ремонта в 1910 году здание дворца было передано в распоряжение объединения офицерских казино, в 1912 году в нём состоялся первый официальный бал-маскарад студенческого общества «Рудольфина», который и по настоящее время под названием «Рудольфина-редут» традиционно проводится в сезон венских балов в последний понедельник масленицы. С распадом Австро-Венгерской империи за дворец Людвига Виктора разгорелся имущественный спор между новой республикой и объединением офицерских казино, который продолжился и по окончании Второй мировой войны. Согласно вынесенному решению, большой парадный зал дворца был передан под репетиционную сцену Бургтеатру, о чём свидетельствует надпись на фасаде «Бургтеатр в казино». Некоторую часть помещений дворца занимает министерство экономики и труда Австрии, а помещения со стороны Рингштрассе арендует сеть предприятий общественного питания T.G.I. Friday’s.